# Listă de companii de construcții din România
Aceasta este o listă de companii de construcții din România:
- ACI Cluj
- ACMS
- Aedificia Carpați
- Apolodor
- ARL Cluj
- Astalrom
- Baumeister
- Bog'Art
- CCCF
- Coifer
- COMCM
- Cominco
- Comnord
- Compania Națională de Autostrăzi și Drumuri Naționale din România
- Comtram
- Con-A
- Conarg
- Conbac
- Concefa
- Concivia
- Conest
- Construcții Bihor
- Construcții Hidrotehnice Iași
- Construcții Sibiu
- DAS Engineering
- Delta ACM 93
- Demark Construct
- Dimar
- Dioma International Exim
- Electrogrup
- Electromontaj Carpați
- Energoconstrucția
- Energomontaj
- Energopetrol
- Erbașu
- Euro Construct Trading 98
- Fimaro
- Grup 4 Instalații
- Han Group
- Hidroconstrucția
- ICIM Arad
- ICMRS
- ICSIM
- Iridex
- Izometal Confort
- Lufin Construct
- Mari Vila
- Mecanpetrol
- Napoca Construcții
- Nord Conforest
- PA&CO International
- PAB Romania
- Pomponio
- Proiect București
- Romstrade
- Rotary Construcții
- SCIM
- SIRD
- Societatea de Construcții în Transporturi București
- Societatea Națională de Îmbunătățiri Funciare
- Socot
- Sommering Install
- Stizo
- Tehnologica Radion
- Tel Drum
- Transilvania Construcții
- Tunele SA
- Tungal Metrou
- UMB Spedition
- Viarom Construct

- Corint Târgoviște, fostă Întreprinderea de Construcții Montaj Metalurgic și Reparații Târgoviște [1]